# Sous le signe du poisson
Sous le signe du poisson (en France) ou Poisson nucléaire (au Québec) (Two Cars in Every Garage and Three Eyes on Every Fish) est le 4e épisode de la saison 2 de la série télévisée d'animation Les Simpson.

## Synopsis
Bart et Lisa s'amusent à pêcher dans les eaux proches de la centrale nucléaire de M. Burns. Mais Bart retrouve au bout de sa ligne un poisson à trois yeux : la presse est immédiatement alertée, et des inspecteurs de sécurité viennent fouiller la centrale. Il se trouve que celle-ci est en si mauvais état que Burns essaie la corruption, mais cela ne change rien : on peut fermer sa centrale à tout moment. En suivant les conseils (pas très réfléchis) d'Homer, Burns décide de se présenter au poste de gouverneur, pour pouvoir continuer à exercer ses activités : mais Mary Bailey, le gouverneur en place, est très aimée. Commence une longue campagne de publicité, où Burns dira tout haut ce qu'il pensait déjà. Mais un soir, Burns va dîner chez les Simpson devant les caméras de télévision. Marge et Lisa lui servent du fameux poisson à trois yeux et Burns ne peut pas le manger. Ceci lui fait perdre l'élection.